# Hans-Heinrich Wolf (Fußballspieler)

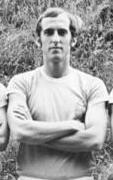
Hans-Heinrich Wolf (1971)

Hans-Heinrich Wolf (* 30. Mai 1948) war Fußballspieler in Karl-Marx-Stadt, dem heutigen Chemnitz. Für den FC Karl-Marx-Stadt spielte er in der DDR-Oberliga, der höchsten Spielklasse des DDR-Fußball-Verbandes. 
Wolf war seit 1964 Juniorenspieler beim SC Karl-Marx-Stadt, ab 1966 beim ausgelagerten FC Karl-Marx-Stadt, dem mittelsächsischen Fußballschwerpunkt. 1965 wurde er in den Kader der DDR-Juniorennationalmannschaft aufgenommen, für die er bis 1966 acht Länderspiele bestritt. Anfangs wurde er als Stürmer, später im Mittelfeld eingesetzt, blieb aber ohne Torerfolg.
Am 10. August 1966 kam Wolf zum ersten Mal in der Oberligamannschaft des FC Karl-Marx-Stadt zum Einsatz. In der Begegnung des 2. Spieltages FCK – BFC Dynamo (1:0) spielte er im linken Mittelfeld. Erst am 22. Spieltag kam er zu seinem zweiten und auch letztem Oberligaspiel der Saison 1966/67, die der FCK als Meister beendete. Anschließend dauerte es bis zur Saison 1971/72, ehe ihn der neue Trainer Gerhard Hofmann als rechten Mittelfeldakteur zum Stammspieler machte. Wolf wurde in allen 26 Punktspielen eingesetzt und schwang sich auch noch mit sieben Treffern zum Torschützenkönig des FCK auf. Seine Torgefährlichkeit hatte er bereits in der vorausgegangenen Saison 1970/71, in der der FCK als Oberligaabsteiger in der zweitklassigen DDR-Liga antreten musste, mit sechs Toren in nur 17 Ligaspielen nachgewiesen. Bis zum Abstieg hatte Wolf in vier Spielzeiten nur 21 Oberligaspiele bestritten und lediglich in der Abstiegssaison 1969/70 ein Tor erzielt. Nach dem sofortigen Aufstieg 1971 war Wolf im Oberligateam des FCK in den nächsten Jahren eine feste Größe in der Mittelfeldreihe. Bis 1975 bestritt er in vier aufeinanderfolgenden Spielzeiten jeweils alle 26 Punktspiele und wurde 1973/74 mit zehn Treffern erneut Karl-Marx-Städter Torschützenkönig. In seinen letzten beiden FCK-Spielzeiten besetzte Wolf die Position des Liberos, so auch in seinem letzten Pflichtspiel für den FC Karl-Marx-Stadt, das Oberligaheimspiel gegen Chemie Leipzig (1:2) am 28. April 1976. Es war sein 165. Punktspiel, und er verabschiedete sich als 30-facher Punktspieltorschütze. 
Erst 28-jährig beendete Wolf seine Laufbahn als Hochleistungssportler. Er schloss sich 1977 dem DDR-Liga-Aufsteiger Motor Ascota Karl-Marx-Stadt an, wo er nach dem Abstieg von 1978 bis 1981 in der drittklassigen Bezirksliga Karl-Marx-Stadt aktiv war. Als Mannschaftskapitän stieg Wolf mit Ascota 1981 noch einmal für eine Saison in die DDR-Liga auf, danach beendete er wieder in der Bezirksliga endgültig seine Laufbahn als Fußballspieler.